# Castrul roman de la Crâmpoia
Castrul roman de la Crâmpoia se află pe malul râului Vedea, la 1 km E de satul Crâmpoia.